# Église Saint-Étienne (Aoste)
L'église Saint-Étienne d'Aoste, dont le parvis se situe entre la rue Jean-Laurent Martinet et la rue abbé Joseph-Marie Trèves, a été reconstruite au XVIIIe siècle sur la structure d'une église précédente, remontant au XVe siècle. Elle présente plusieurs éléments d'intérêt artistique, tels que les fresques sur la façade (restaurées entre 2005 et 2006), le maître-autel baroque et la très haute statue de Christophe de Lycie.

## Histoire et œuvres d'art
Un édifice sacré avait été bâti au XIIIe siècle à l'endroit où se trouvait une nécropole romaine en dehors d'Augusta Prætoria Salassorum (la paroisse Saint-Étienne est cité dans un document de 1234, lorsque les chanoines de la Collégiale de Saint-Ours la cédèrent aux chanoines de la cathédrale d'Aoste. L'église telle que nous la voyons aujourd'hui a été érigée entre 1728 et 1729 sur la structure d'une autre église remontant au XVe siècle (une inscription présente sur l'architrave du portail date justement de cette époque : Hoc opus fecit fieri Jaquemin Pastor). À cette époque remonte aussi le clocher, qui fut élevé, aussi bien que les fresques sur la façade. 

Le portail principal (1729) est en pierre d'Aymavilles ; au-dessus du portail, de gauche à droite figurent : Jacques de Zébédée, Grat d'Aoste, Antoine le Grand, au centre, la scène du martyre de Saint Étienne, ensuite Agathe de Catane, Joconde d'Aoste et Léonard de Noblac. Au-dessus, à côté des fenêtres, figurent Saint Joseph et Jean l'Évangéliste ; au-dessus des fenêtres on peut admirer Notre Dame du Rosaire entre Saint Dominique et Catherine de Sienne.
L'église présente trois nefs ; le maître-autel baroque en bois doré (inauguré en 1670) se distingue au fond de la nef centrale par ses dimensions. Il est structuré sur deux ordres de colonnes tordues superposées et délimitant une série de tableaux et de statues dorées, tandis que deux reliquaires se situent aux côtés du tabernacle. Au centre de la section supérieure on peut admirer une représentation de la Sainte Trinité ; au centre de la section inférieure se situe un tableau représentant le martyre de Saint Étienne.
Le fond de chœur baroque en bois remonte au XVIIIe siècle. Il présente des gravures avec des frises et des têtes d'anges (provenant de l'église de l'ancien couvent Saint-François, détruit en 1836).
L'œuvre d'art la plus remarquable est l'énorme statue de Saint Christophe sur la nef gauche, polychrome et gravée dans un morceau de bois unique et mesurant 4,60 mètres environ de haut. Il remonte sans doute aux années 1460, et elle a été attribuée au sculpteur valdôtain Jean de Chétro, auteur entre autres du chœur de la cathédrale d'Aoste.

## Galerie de photos

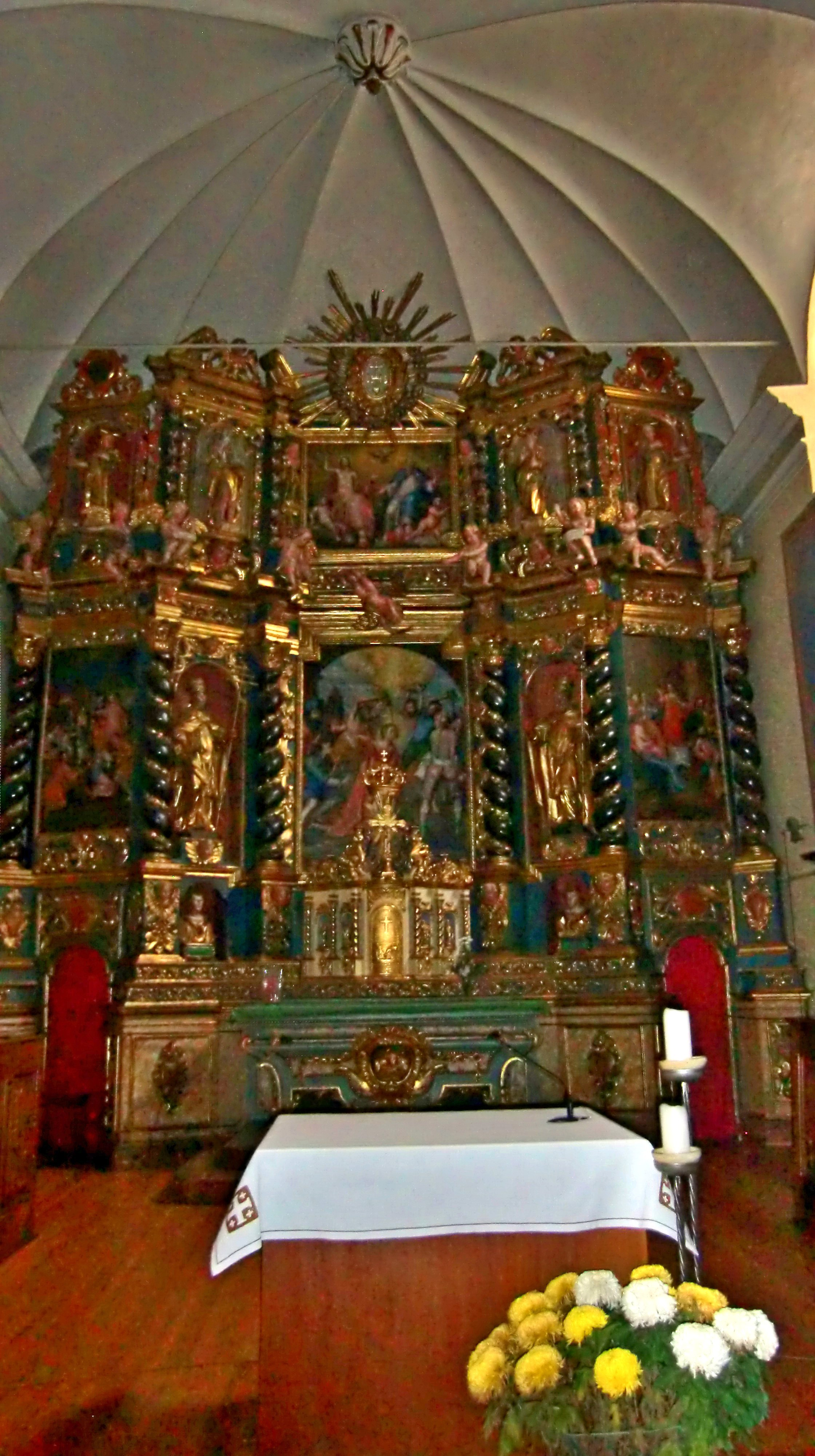
Le maître-autel (1670)
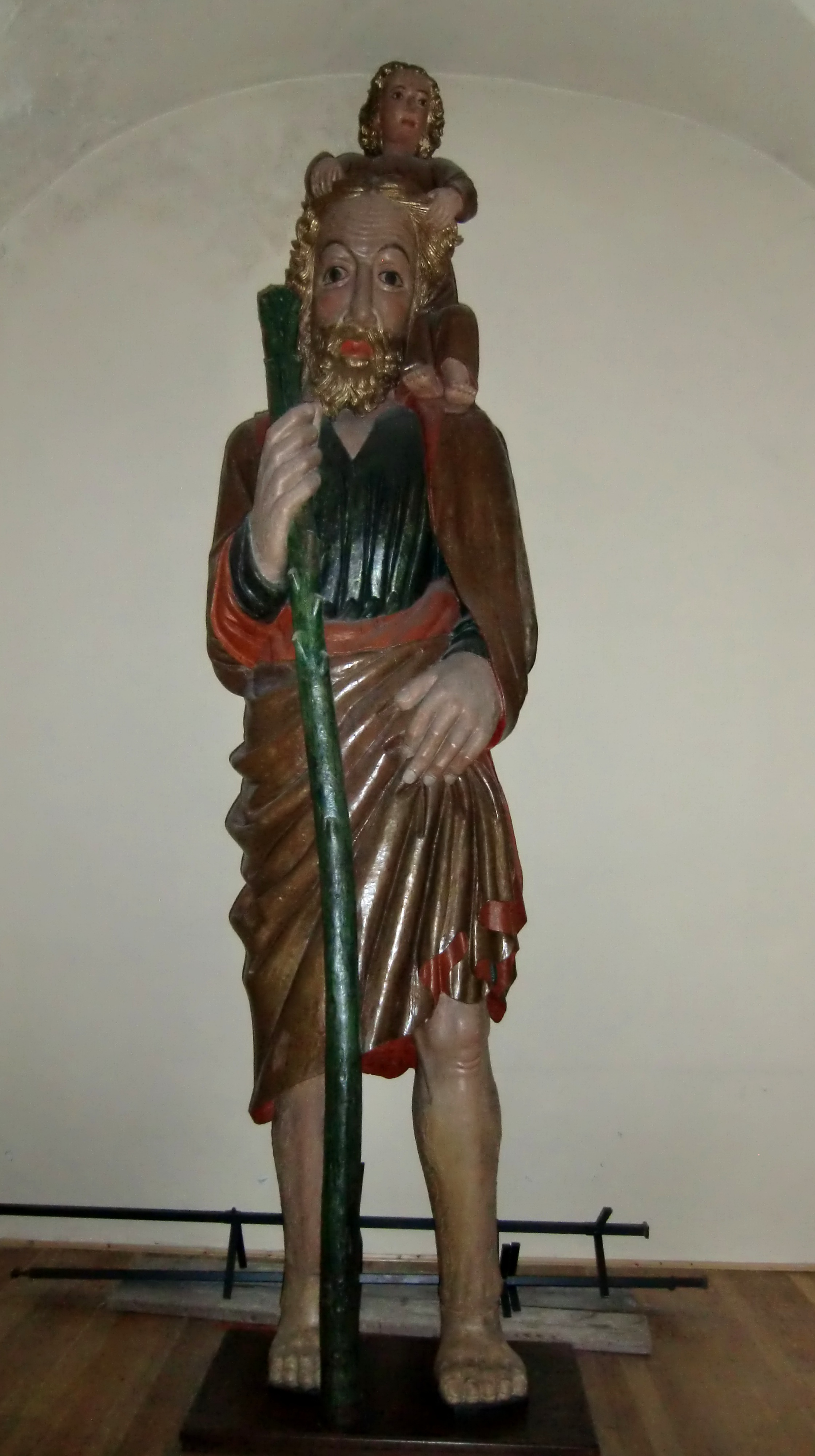
La statue de Saint Christophe de Lycie (1460-70)